# Foreign Intelligence Surveillance Act
Das Foreign Intelligence Surveillance Act (FISA, deutsch „Gesetz zur Überwachung in der Auslandsaufklärung“) ist ein vom Kongress der Vereinigten Staaten 1978 verabschiedetes Gesetz, das die Auslandsaufklärung und Spionageabwehr der Vereinigten Staaten regelt. Dabei werden unterschiedliche Maßstäbe an die Tätigkeit der Nachrichtendienste außerhalb des Territoriums der USA einerseits und die Überwachung US-amerikanischer Staatsbürger und auf dem Territorium der Vereinigten Staaten ansässiger Ausländer andererseits angelegt.

## Rechtslage
Gemäß dem vierten Verfassungszusatz der Verfassung der Vereinigten Staaten sind Festnahmen, Durchsuchungen von Personen und Wohnungen und die Beschlagnahme von Gegenständen nur aufgrund von durch Eid oder eidesstattliche Erklärung bestätigtem probable cause (hinreichender Verdacht) zulässig. Diese Klausel gilt für Staatsangehörige der USA und für Ausländer, die sich innerhalb der Grenzen aufhalten.

### Inland
Der FISA regelt die näheren Umstände, unter denen der Attorney General und das ihm unterstellte FBI einen Durchsuchungsbeschluss gegen Personen erlangen können, die auf dem Boden der Vereinigten Staaten der Spionage für eine ausländische Macht gegen die USA verdächtigt werden. 1978 ging es ursprünglich nur um elektronische Überwachungsmaßnahmen, insbesondere Telefonüberwachung und akustische Wohnraumüberwachung, seit 1994 regelt der FISA auch die Durchsuchung von Wohnungen und Personen.
Dazu wurde mit dem FISA der United States Foreign Intelligence Surveillance Court (FISC) geschaffen, ein Gericht, das ausschließlich zur Beratung von FISA-Fällen zusammentritt, und die Überwachung oder Durchsuchung anordnen muss. Bei Gefahr im Verzug muss das FISC unverzüglich informiert werden und kann innerhalb von einer Woche die Maßnahme nachträglich genehmigen.

### Ausland
Die Überwachung der Telekommunikation außerhalb der USA durch die Nachrichtendienste bedarf keiner individuellen Genehmigung. Staaten und internationale Organisationen, sowie deren Bürger und Angehörige werden einmal im Jahr auf einer Liste aufgeführt, die vom FISC angezeichnet wird. Auf dieser Liste stehen regulär alle Staaten außer die Five Eyes. Die konkrete Überwachung kann vom Director of National Intelligence oder dem Attorney General für die Dauer von jeweils bis zu einem Jahr angeordnet werden, wenn begründet angenommen wird, dass die Zielperson sich im Ausland aufhält, auch wenn es sich um einen amerikanischen Staatsbürger handelt. Die Einhaltung dieser Regel wird dem FISC zugesichert, die Erklärungen von 2009 wurden öffentlich. Über die gesetzmäßige Durchführung ist den Geheimdienstausschüssen der beiden Häuser des Kongress (Select Committee on Intelligence im Senat und Permanent Select Committee on Intelligence im Repräsentantenhaus) Bericht zu erstatten.

## Auslegung
2013 legte die New York Times offen, dass das FISC nach der Erweiterung des Gesetzes von 2008 in mehreren geheimgehaltenen Entscheidungen die National Security Agency ermächtigt hat, Verbindungsdaten ohne weitere Voraussetzungen zu speichern, wenn der Zugriff auf die gesammelten Daten nur unter Beachtung der Formvorschriften des Gesetzes erfolgt. Außerdem legte es den Anwendungsbereich des Gesetzes weit aus, so dass nicht nur Spionage und Terrorismus unter das FISA fallen, sondern auch der Handel und die Weitergabe mit Material zu Atomwaffen und  Cyberattacken.
Diese weite Auslegung stützt sich darauf, das Wort relevant für den Schutz der nationalen Sicherheit anders auszulegen, als es bislang im Bereich des Strafrechts durch den Obersten Gerichtshof der Vereinigten Staaten definiert wurde. Demnach dürfen die kompletten Datenbanken herausverlangt werden, damit im Einzelfall dann in ihnen gesucht werden kann.

## Geschichte
Das FISA und das FISC wurden 1978 als Reaktion auf die Ermittlungen des Church Committee geschaffen, eines Untersuchungsausschusses des US-Senats in den Jahren 1975/76 zu den teils illegalen Aktivitäten der US-Geheimdienste. Die Ermächtigung zum Abhören im Ausland betraf zunächst nur ausländische Staatsangehörige. 1994 wurde das FISA auch auf die physische Durchsuchung von Räumen und Personen erweitert.
Im Rahmen des PATRIOT Act wurde im Oktober 2001 unter den Eindrücken der Terroranschläge am 11. September 2001 der FISA ergänzt. Seitdem unterliegen nicht nur Fälle dem Gesetz, in denen die Spionageabwehr „der Zweck“ der Überwachung oder Durchsuchung ist, sondern auch solche, in denen sie lediglich „ein erheblicher Zweck“ der Maßnahme ist. Ende 2005 enthüllte die New York Times, dass die Regierung von George W. Bush trotz der Aufweichung und der erweiterten Befugnisse das Gesetz systematisch gebrochen hat und tausendfach die Kommunikation von Amerikanern im Ausland mit den USA abhören ließ.
2007 wurden im Protect America Act die Auslandsklausel gelockert. Künftig durften legal alle Personen – auch Amerikaner – abgehört werden, wenn begründet angenommen werden konnte, dass sie sich im Ausland aufhalten. Die Bundesregierung stellte dies als Anpassung an die veränderten Möglichkeiten der elektronischen Kommunikation dar: Ausländer und Amerikaner im Ausland benutzen E-Mail-Accounts bei US-Providern, internationale Telefongespräche und Internet-Verbindungen werden durch die USA geroutet, auch wenn Start- und Endpunkt im Ausland liegen, in paketvermittelten Netzen ist die Kommunikation von Amerikanern und Ausländern ununterscheidbar. Bürgerrechtsgruppen hielten die Änderung für die völlige Freigabe der Überwachung. Das Gesetz hatte eine Verfallsklausel und trat im Februar 2008 automatisch wieder außer Kraft.
Im Juli 2008 stimmte der Kongress nach langen Debatten einer Änderung des FISA zu, in der die Regelungen des Vorjahres bis 2012 übernommen wurden. Außerdem wurde rechtswidrig handelnden Regierungsbehörden und -mitarbeitern, sowie den Telekommunikationsunternehmen, die ihnen freien Zugang zur Netzinfrastruktur gegeben hatten, nachträglich Indemnität gewährt. Zudem wurde die Vernichtung gesetzlich vorgeschriebener Protokolle nachträglich erlaubt und die Frist zur nachträglichen Genehmigung bei Gefahr im Verzug von 48 Stunden auf eine Woche erhöht. Gleichzeitig stellte der Kongress klar, dass die Kommunikation von Amerikanern im Ausland nur aufgrund eines Gesetzes überwacht werden kann und der US-Präsident sich weder auf erweiterte Befugnisse im Fall des Kriegszustands noch auf eine generelle Immunität der Exekutive vor Eingriffen der Judikative (executive privilege) berufen darf, um die Vorgaben des Gesetzes zu umgehen. Eine weitere Verlängerung um diesmal fünf Jahre erfolgte Ende 2012.[veraltet] Die Verlängerung war vom demokratischen Senator Ron Wyden aus Oregon mehrere Monate verzögert worden, weil er die Anwendung des Gesetzes kritisiert. Er machte bekannt, dass der United States Foreign Intelligence Surveillance Court in mindestens einem bisher als geheim eingestuften Verfahren die Anwendung des Gesetzes als rechtswidrig eingestuft hat und verlangt stärkere Regelungen zum Schutz der Bürgerrechte.
Der FISA Amendment Act of 2008 geht unter anderem zurück auf eine Anregung aus der NSA, die im Rahmen des Stellar Wind Programms an die Grenzen des FISC-Prozesses stieß. Die NSA argumentierte, dass der FISA immer nur die Rechte von US-Bürgern schützen sollte, so dass es unangemessen wäre, dass sie FISC-Autorisierungen einholen sollten, um ausländische Ziele zu überwachen, die überwiegend mit Ausländern kommunizieren. Der Hintergrund war, dass im Internet wegen der Dominanz amerikanischer Unternehmen und Dienstleister ausländische Zielpersonen häufig Dienste auf US-Boden nutzten. Diese Verhältnisse konnte das FISA von 1975 nicht vorhersagen.
Ende 2012 und Anfang 2013 wies der Supreme Court of the United States mehrfach Klagen gegen FISA als unzulässig ab, weil die Kläger wie Amnesty International, Human Rights Watch und P.E.N. USA nicht nachweisen konnten, dass ihre Kommunikation überwacht wurde. Die abstrakte Gefahr genügte dem Gericht nicht für eine rechtliche Überprüfung. Das Gericht stützte sich dabei auf Aussagen des US-Justizministeriums, nach denen erstens nur ausländische Kommunikation ohne gerichtliche Genehmigung abgehört würde und zweitens in einem Strafverfahren der Beschuldigte informiert würde, wenn Beweismittel aus Abhörmaßnahmen stammen, so dass diese dann durch das Gericht überprüft werden könnten. Im Zuge der Globalen Überwachungs- und Spionageaffäre aufgrund von Unterlagen Edward Snowdens wurde bekannt, dass beide Aussagen nicht zutreffen. Das Justizministerium fühlt sich jedoch nicht verpflichtet, dem Gericht diese Fehlinformation mitzuteilen.